# New Young Pony Club
New Young Pony Club je pětičlenná londýnská hudební skupina čerpající především z žánru new wave, kapel jako Blondie nebo Talking Heads. Jsou považováni za jednu z nejdůležitějších kapel nově vzniklého žánru new rave. Za svou debutovou desku Fantastic Playroom byli nominováni na Mercury Prize.

## Obsazení
- Tahita Bulmer - zpěv
- Andy Spence - kytara
- Lou Hayter - klávesy
- Igor Volk - basová kytara
- Sarah Jones - bicí

## Diskografie

### Studiová alba
- 2007 - Fantastic Playroom
- 2010 - The Optimist

### Singly
- 2006 - „Get Lucky"
- 2006 - „Ice Cream"
- 2007 - „The Bomb"
- 2007 - „Ice Cream" (2. vydání)
- 2007 - „Get Lucky" (2. vydání)